# Facidia horrida
Facidia horrida är en fjärilsart som beskrevs av Holland 1894. Facidia horrida ingår i släktet Facidia och familjen nattflyn. Inga underarter finns listade i Catalogue of Life.